# The Allman Brothers Band (Album)
The Allman Brothers Band ist das im November 1969 veröffentlichte Debütalbum der Allman Brothers Band. Es erschien in den USA bei Atco Records (SD 33-308), Capricorn Records Series.

## Hintergrund
Das Album wurde im September 1969, gut drei Monate nachdem sich die Gruppe formiert hatte, in den Atlantic Studios in New York City aufgenommen und wurde von Adrian Barber, einem Assistenten Tom Dowds produziert, der selber aufgrund von Terminkonflikten nicht anwesend sein konnte. Im Anschluss an die Veröffentlichung folgte eine ausgedehnte Tournee durch die USA, die 1970 für bis zu 300 Konzerttermine sorgte. Das Album enthält mit Don't Want You No More der Spencer Davis Group und mit Trouble No More von Muddy Waters zwei Coversongs. Letztgenannter sollte zusammen mit Dreams und Whipping Post für Jahrzehnte zum festen Liverepertoire der Gruppe gehören.

## Titelliste
1. Don’t Want You No More (Spencer Davis, Eddie Hardin) – 2:25
2. It’s Not My Cross to Bear (Gregg Allman) – 5:02
3. Black Hearted Woman (Gregg Allman) – 5:08
4. Trouble No More (McKinley Morganfield) – 3:45
5. Every Hungry Woman (Gregg Allman) – 4:13
6. Dreams (Gregg Allman) – 7:18
7. Whipping Post (Gregg Allman) – 5:17

## Charterfolge
Der kommerzielle Erfolg mit dem Album blieb der Gruppe verwehrt. Es erreichte lediglich Platz 188 der Billboard 200.

## Rezeption
Das Album bekam überwiegend sehr positive Kritiken. Lester Bangs schrieb im Rolling Stone,  obwohl das Album kaum etwas Neues zu bieten hätte, wäre es ein Knüller. Weiter bezeichnete er die Musikaufnahme als subtil, ehrlich und bewegend. Bruce Eder schrieb auf Allmusic, dass das Album möglicherweise das beste Debütalbum einer amerikanischen Bluesband sei. Außerdem gäbe es nicht einen schlechten Song auf der Veröffentlichung. In der Bewertung vergab er viereinhalb von fünf Sternen.